# Oscar Torp

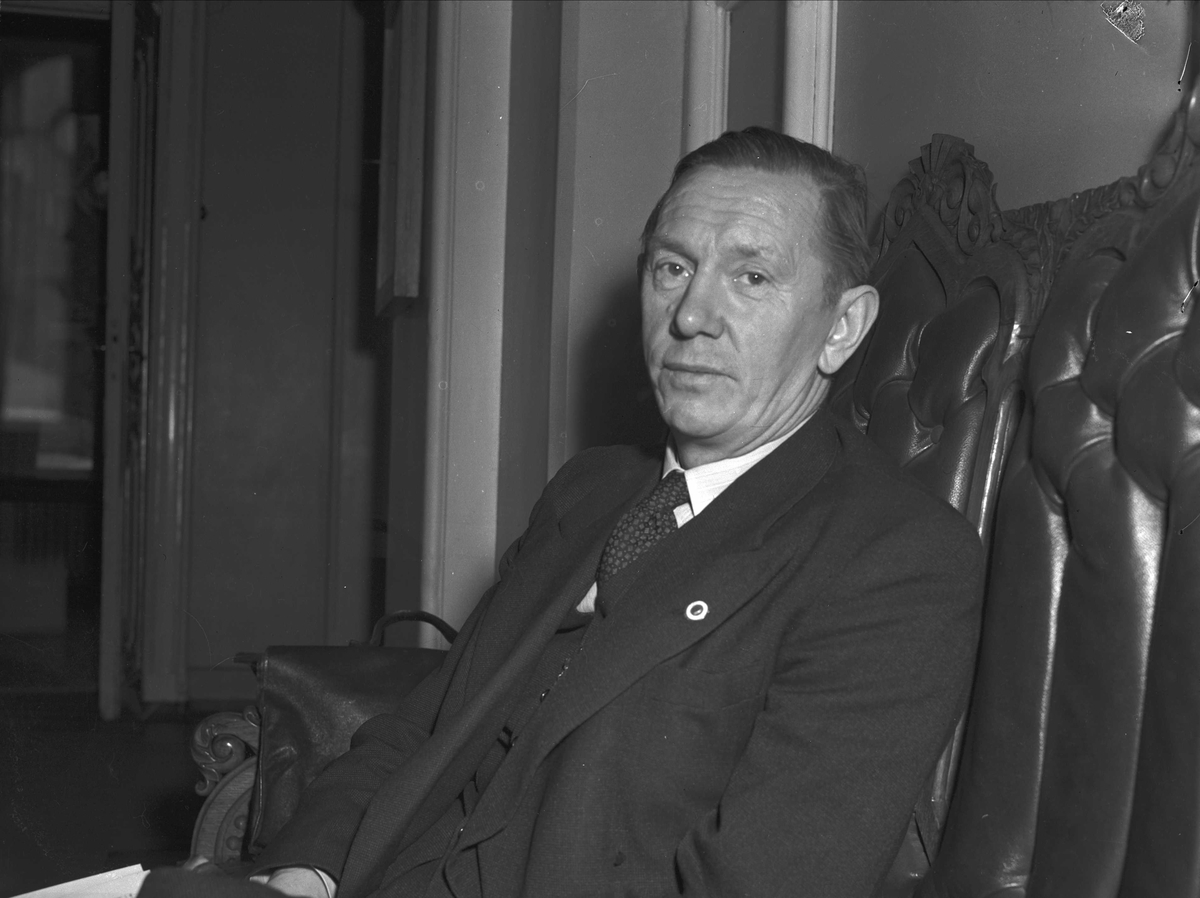
Oscar Fredrik Torp um 1950

Oscar Fredrik Torp (* 7. Juni 1893 in Hafslund, Kommune Skjeberg, heute Sarpsborg/Østfold; † 1. Mai 1958 in Oslo) war ein norwegischer sozialdemokratischer Politiker. Er war Ministerpräsident von Norwegen von 1951 bis 1955 und Vorsitzender der norwegischen Arbeiterpartei (Det Norske Arbeiderparti) von 1923 bis 1945.
Von 1934 bis 1935 war er Bürgermeister von Oslo. 1935 wurde er Stabschef im Verteidigungsministerium und 1936 Verteidigungsminister im Kabinett von Johan Nygaardsvold. In den Jahren von 1936 bis 1939 diente er als Sozialminister, 1939 bis 1942 als Finanzminister. 1942 wurde er wieder zum Verteidigungsminister ernannt, jetzt in der norwegischen Exilregierung in London. Nach Kriegsende war er Mitglied der Regierungsdelegation nach der Rückkehr der Exil-Regierung aus London, setzte zunächst seine Tätigkeit als Verteidigungsminister fort, übernahm aber nach den Wahlen von 1945 das Amt des Verkehrsministers, das er bis 1948 innehatte.
Er wurde 1936 zum ersten Mal ins Parlament (Storting) gewählt, und zwar als Repräsentant für Oslo. Da er aber verschiedene Ministerämter bekleidete, nahm er sein Mandat erst 1948 wahr und wurde Fraktionsführer der Arbeiterpartei.
Als Einar Gerhardsen, der ebenfalls der Arbeiterpartei angehörte, 1951 zurücktrat, wurde Torp sein Nachfolger. 1955 übernahm Gerhardsen wieder das Amt und Torp wurde Parlamentspräsident. Er blieb bis zu seinem Tod 1958 in dieser Position.